# Andrea Dal Col
Andrea Dal Col (Conegliano, 30 april 1991) is een Italiaans wielrenner die tot eind juli 2016 reed voor Wilier Triestina-Southeast.

## Overwinningen
2009
Memorial Davide Fardelli, Junioren
2012
2e etappe deel B Girobio
2014
6e etappe Ronde van Táchira
2015
5e etappe Ronde van Rio de Janeiro

## Resultaten in voornaamste wedstrijden
| Jaar | Gent-Wevelgem | Ronde van Vlaanderen |
| ---- | ------------- | -------------------- |
| 2015 | opgave        |                      |
| 2016 |               | opgave               |

## Ploegen
- 2014 –  Neri Sottoli
- 2015 –  Southeast
- 2016 –  Wilier Triestina-Southeast[1] (tot 24-7)

Andriato · Bellini · Carretero · Cecchinel · Chicchi · Colli · Conti · Dal Col · De Patre · Failli · Fedi · Finetto · Fonzi · Gil · Miletta · Monsalve · Ponzi · Pozzo · Rabottini · Taborre · Tedeschi · Viola (stagiair)
Andriato · Belletti · Bertazzo · Busato · Carretero · Cecchinel · Conti · Dal Col · Favilli · Fedi · Finetto · Fonzi · Gavazzi · Gil · Mareczko · Monsalve · Petacchi · Ponzi · Tedeschi · Wackermann · Zhupa · Amezqueta (stagiair) · Rodríguez (stagiair)
Amezqueta · Andriato · Belletti · Bertazzo · Busato · Conti · Dal Col · Draperi · Ducournau · Fedi · Fonzi · Gil · Godoy · Mareczko · Martínez · Pozzato · Rodríguez · Sanz · Tedeschi · Trosino · Zhupa · Cañaveral (stagiair) · Errazkin (stagiair) · Raileanu (stagiair)